# 카토 유카 (가수)
카토 유카(일본어: 加藤 夕夏, 1997년 8월 1일 ~ )는 일본의 연극배우이며, 여성 아이돌 그룹 전 NMB48 팀N의 멤버이다.
오사카부 출신. 요시모토 흥업 소속.

## 개요
- 전 NMB48 팀N 멤버.

## 내력
2012년
- 2월 18일, NMB48 3기생으로서 데뷔했다.

2014년
- 2월 24일, Zepp DiverCity에서 개최된 《AKB48 그룹 대조각 축제》에서, 팀 N로 이동하는 것이 발표되었다[1].

2015년
- 5월부터 6월에 걸쳐 실시된 《AKB48 41st 싱글 선발 총선거》에서는 59위로, 퓨처 걸즈에 선출되었다[2].

2023년
- 8월 1일, NMB48 극장에서 행해진 졸업 공연으로 NMB48를 졸업.

## 출연

### TV 프로그램
- NMB랑 마나부 군 (부정기 출연, 칸사이 TV)
- NMB의 멧챠 바이트 (2014년 9월 23일· 11월 25일, 칸사이 TV)
- PRODUCE 48 (2018년 6월 15일 ~ 2018년 8월 31일, Mnet)